# Army Men II
Army Men II est un jeu vidéo de tactique en temps réel développé et édité par The 3DO Company, sorti en 1999 sur Windows et Game Boy Color.

## Accueil
| Army Men II           |      |            |
| Média                 | Pays | Notes      |
| Computer Gaming World | US   | 2,5/5 (PC) |
| Gamekult              | FR   | 7/10       |
| GameSpot              | US   | 69 % (PC)  |
| Gen4                  | FR   | 3/6 (PC)   |
| IGN                   | US   | 7/10 (GBC) |
| Joystick              | FR   | 75 % (PC)  |